# Formatfaktor
Der Formatfaktor ist ein Begriff aus der Fotografie. Er gibt das Verhältnis zwischen den Diagonalen zweier Aufnahmeformate an. 

## Anwendung
Da Aufnahmeformat, Bildwinkel und Brennweite über den Strahlensatz zusammenhängen, kann der Formatfaktor dazu genutzt werden, zu berechnen, welche Brennweite ein Objektiv haben muss, um bei einem anderen Aufnahmeformat (Bildgröße) bei gegebener Brennweite und bei gleicher Entfernung zum Motiv (Objektgröße) den gleichen Bildausschnitt zu zeigen.
Bei digitalen Spiegelreflexkameras, die auf Kleinbild-Vorgängern basieren, wird das Kleinbildformat von 24 mm × 36 mm als Vergleichsformat verwendet, was einer Diagonale von rund 43 mm entspricht. Die Diagonale der lichtempfindlichen Fläche des Bildsensors multipliziert mit dem Formatfaktor ergibt hier die Diagonale des Kleinbildformats. Die Diagonale des Aufnahmeformats ist in der gleichen Größenordnung wie die Normalbrennweite für dieses Aufnahmeformat (siehe auch Normalobjektiv). Bei einem Formatfaktor von 1,5 (bezogen auf das Kleinbildformat) beträgt die Bilddiagonale 43 mm / 1,5 = 29 mm.
Dasselbe Phänomen tritt beim Übergang von Groß- und Mittelformat- zu Kleinbildkameras auf. Statt den Formatfaktor anzugeben, klassifiziert man die Kameraobjektive anhand ihrer Bildwinkel für das jeweilige Format als Weitwinkel-, Normal- oder Teleobjektiv (wobei die Telekonstruktion allein nicht den Bildwinkel beeinflusst, aber häufig Objektive mit geringem Bildwinkel und langer Brennweite Telekonstruktionen sind).

Brennweiten für einen Bildwinkel von 69° bei unterschiedlichen Aufnahmeformaten (Kleinbild: 32 mm)

## Alternative Begriffe
Folgende Begriffe werden im Zusammenhang mit dem Phänomen der Bildwinkelveränderung bei gleich bleibender Brennweite aber unterschiedlicher Bildgröße synonym verwendet.

### Crop-Faktor
Eine Verkleinerung der lichtempfindlichen Fläche bewirkt einen Beschnitt des Bildfeldes (Verkleinerung des Bildwinkels). Der Formatfaktor wird auch Crop-Faktor genannt (von englisch to crop = beschneiden). Eine Verkleinerung des Aufnahmeformates entspricht einer Ausschnittvergrößerung.

### „Brennweitenverlängerungsfaktor“
Der Begriff „Brennweitenverlängerungsfaktor“ wird synonym zu Formatfaktor verwendet, obwohl er irreführend ist. Die Brennweite eines Objektivs ist durch seine Bauart vorgegeben und kann sich nicht durch eine Verkleinerung des Aufnahmeformats ändern. Durch eine Veränderung des Aufnahmeformats ändert sich lediglich der Bildwinkel.

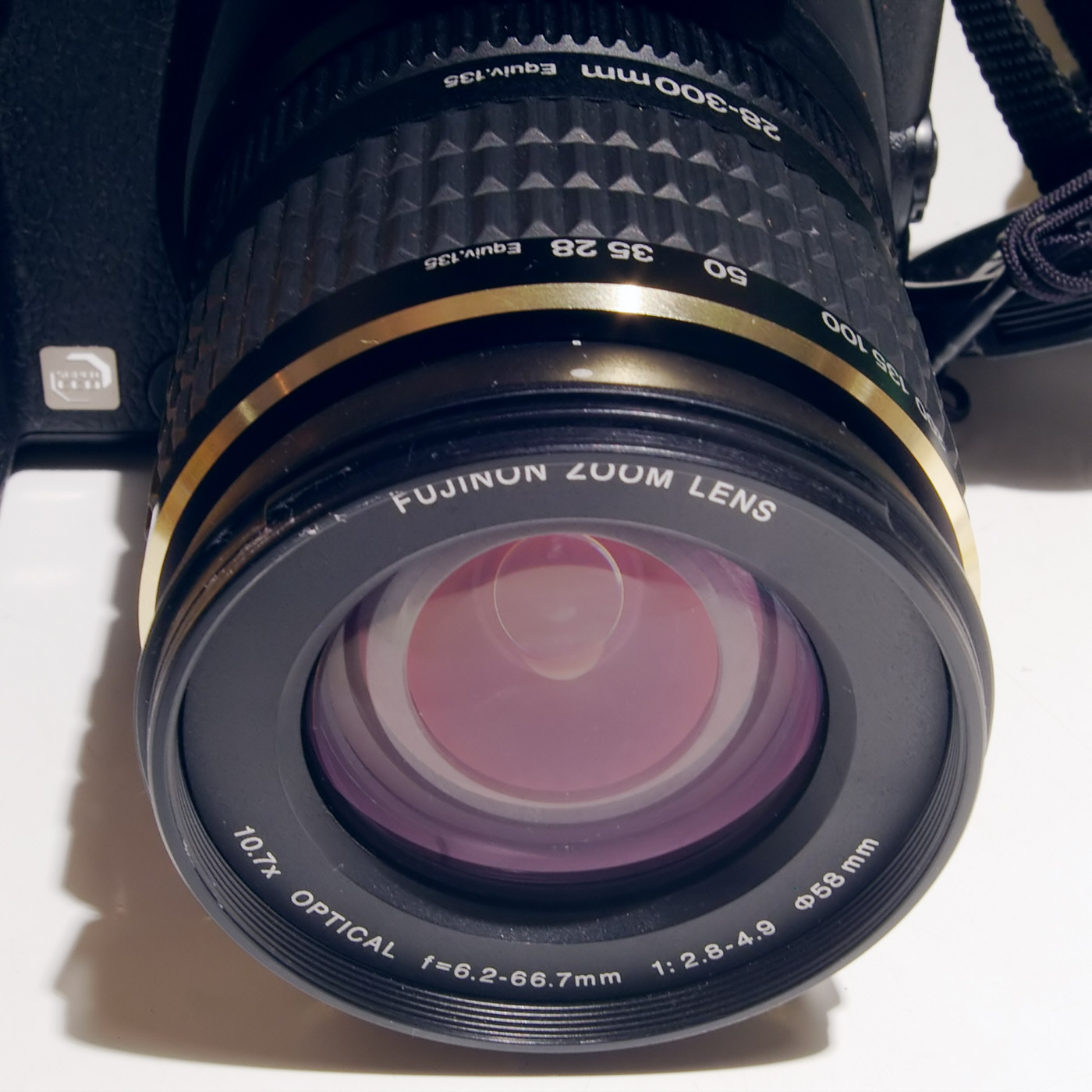
Zoomobjektiv einer Digitalkamera mit einer tatsächlichen Brennweite f von 6,2 bis 66,7 mm. Am Einstellring werden die äquivalenten Brennweitenwerte von 28 bis 300 mm bezogen auf das Kleinbildformat angegeben.

### Kleinbildformat-äquivalente Brennweite
Der Begriff Kleinbildformat-äquivalente Brennweite wird für das Produkt aus der tatsächlichen Brennweite und dem Formatfaktor bezogen auf das Kleinbildformat ermittelt. Er bezeichnet die Brennweite, die beim Kleinbildformat denselben Bildwinkel ergibt wie die tatsächliche Brennweite eines Objektivs am jeweiligen Aufnahmeformat.
Auch dieser Begriff ist irreführend, da sich die Äquivalenz nur auf den Bildwinkel bezieht. Beispielsweise sind der Verlauf der Schärfentiefe, die kritische Blende, die erreichbare Kühlleistung am Bildsensor, die Stellwege der Objektivmotoren oder die Auswirkung des Fokussierungsfehlers und vieler anderer Abbildungsfehler nicht vom Bildwinkel, sondern von der Größe der Bildsensorfläche abhängig.

### Bildwinkelfaktor
Der gelegentlich anzutreffende Begriff Bildwinkelfaktor ist ein Versuch, der Tatsache Rechnung zu tragen, dass es nicht die Brennweite ist, die sich mit dem Aufnahmeformat ändert, sondern der genutzte Bildwinkel. Es wird jedoch oft fälschlich angenommen, Format- und Bildwinkelfaktor seien identisch, das ist jedoch nicht der Fall: Beim Variieren der Brennweite ändert sich der effektive Bildwinkel eines Objektives (siehe auch Zoomfaktor) auch bei verändertem Aufnahmeformat unterschiedlich stark. Das heißt, beim Übergang von einer Kleinbildkamera zu einer Digitalkamera mit kleinerem Sensor ändert sich zum Beispiel der genutzte Bildwinkel eines 20-mm-Weitwinkelobjektives weniger stark als etwa der eines 400-mm-Teleobjektives. Daher kann die durch den Übergang auf ein anderes Aufnahmeformat verursachte Veränderung des genutzten Bildwinkels nicht durch einen für alle Brennweiten gültigen Faktor beschrieben werden. Die Ursache liegt im Zusammenhang zwischen Aufnahmeformat, Brennweite und Bildwinkel über die nichtlineare Tangensfunktion.

## Beispiel
Der Bildsensor vieler gängiger digitaler Spiegelreflexkameras ist um den Faktor 1,5 bis 1,6 kleiner (siehe Abschnitt Gängige Formatfaktoren) als das gewohnte Kleinbildformat von 24 mm × 36 mm, also beispielsweise lediglich 15,7 mm × 23,5 mm (sog. APS-C-Format). Bei einem Objektiv mit 50 mm Brennweite „sieht“ der Bildsensor nur einen Ausschnitt dessen, was der Kleinbildfilm „sähe“. Vergleicht man 9-×-13-cm-Abzüge von Fotos, die mit diesem Objektiv an einer Kleinbild- und einer gängigen Digitalkamera geschossen wurden, so wirkt es, als sei das Bild aus der Digitalkamera mit einer längeren Brennweite entstanden. Möchte man mit der Kleinbildkamera den gleichen Ausschnitt wie mit der digitalen Kamera erzielen, so muss eine um den Formatfaktor längere Brennweite, hier also 50 mm × 1,6 = 80 mm, verwendet oder eine entsprechende Ausschnittsvergrößerung angefertigt werden.
Andere Werte, wie z. B. die Schärfentiefe, ändern sich ebenfalls um den Formatfaktor bzw. dessen Kehrwert, wenn man mit dem gleichen Objektiv aufnimmt, aber das Aufnahmeformat verändert. So wird beim Übergang von Kleinbild zu kleinerem Bildsensor die Schärfentiefe bei gleicher Brennweite um den Formatfaktor reduziert. Aber: Bei gleichem Bildausschnitt, d. h. bei entsprechend kürzerer Brennweite, steigt die Schärfentiefe proportional zum Formatfaktor an.

## Gängige Formatfaktoren

Vergleich gängiger Sensorformate

| Faktor a | Typische Bezeichnung der Sensorgröße b        | Verwendung                                                                                     | Breite (mm) | Höhe (mm) | Diagonale (mm) | Fläche (mm²) | Fläche (%) bezogen auf KB |
| -------- | --------------------------------------------- | ---------------------------------------------------------------------------------------------- | ----------- | --------- | -------------- | ------------ | ------------------------- |
| 014,0    | 1⁄6″ (=0,17″)                                 | Standard alter 4:3-Camcorder                                                                   | 002,5       | 001,8     | 003,1          | 004,5        | 000,5                     |
| 09,6     | 1⁄4″ (=0,25″)                                 | manche Smartphones                                                                             | 003,6       | 002,7     | 004,5          | 009,7        | 001,1                     |
| 07,7     | 1⁄3,2″ (=0,31″)                               | manche Smartphones                                                                             | 004,5       | 003,4     | 005,6          | 0015,3       | 001,8                     |
| 07,2     | 1⁄3″ (=0,33″)                                 | manche Smartphones und Videokameras                                                            | 004,8       | 003,6     | 006,0          | 0017,3       | 002,0                     |
| 06,3     | 1⁄2,6″ (=0,38″)                               | manche Smartphones                                                                             | 005,5       | 004,1     | 006,9          | 0022,6       | 002,6                     |
| 06,1     | Super-8                                       | kein Digitalformat                                                                             | 005,7       | 004,2     | 007,1          | 0023,9       | 002,8                     |
| 06,0     | 1⁄2,5″ (=0,40″)                               | manche Smartphones und ältere 4 bis 9 MP Kompaktkameras (2005 bis 2011)                        | 005,8       | 004,3     | 007,2          | 0024,7       | 002,9                     |
| 05,6     | 1⁄2,3″ (=0,43″)                               | manche Smartphones und Kompaktkameras                                                          | 006,2       | 004,6     | 007,7          | 0029         | 003,3                     |
| 05,4     | 1⁄2″ (=0,5″)                                  | Kompaktkameras, z. B. Fujifilm FinePix F770EXR mit 16 MP von 2012                              | 006,4       | 004,8     | 008,0          | 0031         | 003,6                     |
| 04,85    | 1⁄1,8″ (=0,56″)                               | ältere 3 bis 10 MP Kompaktkameras (2002 bis 2008)                                              | 007,2       | 005,3     | 008,9          | 0038         | 004,4                     |
| 04,6     | 1⁄1,7″ (=0,59″)                               | manche Smartphones                                                                             | 007,6       | 005,7     | 009,5          | 0043         | 005,0                     |
| 03,9     | 2⁄3″ (=0,67″)                                 | EB- und Studiokameras beim Fernsehen, manche Smartphones                                       | 008,8       | 006,6     | 011,0          | 0058         | 006,7                     |
| 02,7     | 1″, CX d                                      | Edelkompaktkameras und ältere Systemkameras                                                    | 013,2       | 008,8     | 015,9          | 0116         | 013,5                     |
| 02,38    | 0,94″(Quelle?)                                | BlackMagic Cinema Camera                                                                       | 015,8       | 008,9     | 018,1          | 0141         | 016,2                     |
| 02       | 4⁄3″ (=1,33″), Four-Thirds, Micro-Four-Thirds | Edelkompaktkameras und Systemkameras                                                           | 017,3       | 013,0     | 021,6          | 0225         | 026,0                     |
| 01,94    | 1,5″                                          | Canon, Multi-Aspect bei 4:3                                                                    | 017,9       | 013,4     | 022,4          | 0240         | 027,8                     |
| 01,92    | 1,5″                                          | Canon, Multi-Aspect bei 3:2                                                                    | 018,7       | 012,5     | 022,5          | 0234         | 027,1                     |
| 01,85    | 1,5″                                          | Canon                                                                                          | 018,7       | 014,0     | 023,4          | 0262         | 030,3                     |
| ≈1,6     | APS-C                                         | vornehmlich Canon                                                                              | ≈22,5       | ≈15,0     | ≈27            | ≈335         | ≈39                       |
| ≈1,5     | APS-C                                         | vornehmlich Nikon (=DX-Format), Sony, Fujifilm-X-Serie, Konica Minolta, Pentax, Ricoh, Samsung | ≈23,7       | ≈15,6     | ≈28            | ≈370         | ≈43                       |
| 01,3     | APS-H                                         | ältere Profi-DSLR (Digitale Spiegelreflexkameras)                                              | 027,9       | 018,6     | 033,5          | 0519         | 060                       |
| 01       | Kleinbild, Vollformat, FX d                   | Profi-DSLR                                                                                     | 036,0       | 024,0     | 043,3          | 0864         | 100                       |
| 00,8     | Mittelformat c                                | S-Format (Leica), 3:2                                                                          | 045,0       | 030,0     | 054,1          | 1.350        | 156                       |
| 00,79    | Mittelformat c                                | Digitalversionen einiger 645-Kameras (Fujifilm-GFX-Serie, Pentax)                              | 043,8       | 032,9     | 054,8          | 1.441        | 167                       |
| 00,72    | Mittelformat c                                | z. B. Mamiya ZD                                                                                | 048,0       | 036,0     | 060,0          | 1.728        | 200                       |
| 00,55    | Mittelformat c                                | Rollfilm 120/220 6×6 (typisch)                                                                 | 056,0       | 056,0     | 079,2          | 3.136        | 363                       |
| 00,43    | Mittelformat c                                | Rollfilm 120/220 6×9 (typisch)                                                                 | 056,0       | 083,0     | 100,1          | 4.648        | 538                       |

## Zusammenfassung

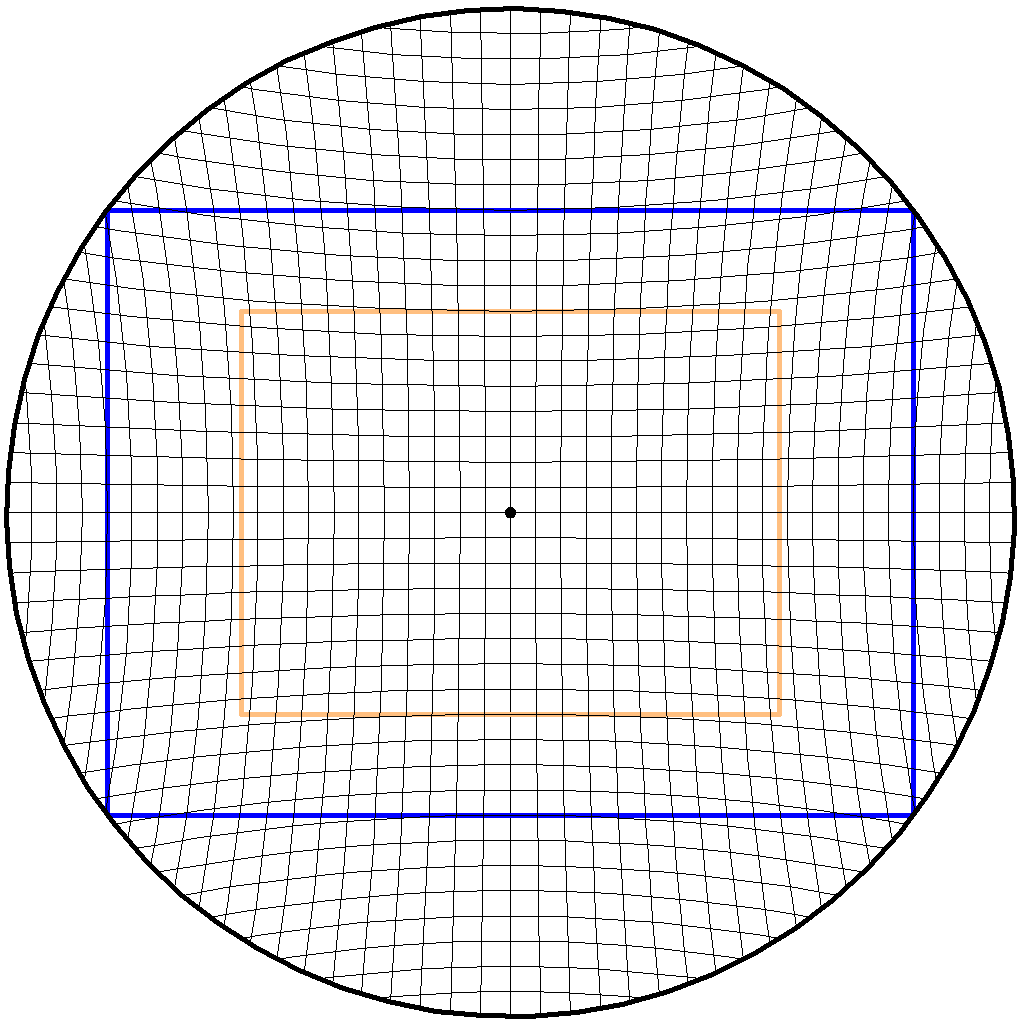
Vergleich von großem Bildausschnitt (blau) und kleinem Bildausschnitt (orange) im Bildkreis (schwarz) eines Objektivs. Die effektive Verzeichnung, die effektiven Öffnungsfehler und die Anzahl der optisch aufgelösten Linien sind im kleinen Bildausschnitt kleiner als im großen Bildausschnitt.

Ändert sich das Aufnahmeformat (zum Beispiel beim Anschluss eines Objektivs für eine Kleinbild-Spiegelreflexkamera an eine digitale Spiegelreflex mit kleinerem Sensor oder durch die Anfertigung einer Ausschnittsvergrößerung), so gilt:
Brennweite
Bleibt konstant. Die tatsächliche Brennweite eines Objektivs ändert sich nicht. Ebenso der Abbildungsmaßstab, der vom Aufnahmeformat unabhängig ist.
Blendenzahl
Blendenzahl, Öffnungsweite (respektive Lichtstärke des Objektivs), Lichtstrom durch das Objektiv sowie die Beleuchtungsstärke, die photometrische Lichtstärke und die Leuchtdichte im Bild bleiben konstant und damit auch der Belichtungswert und die für eine korrekte Belichtung nötige Kombination aus Belichtungszeit, Blendenzahl und Empfindlichkeit.
Bildwinkel / Bildausschnitt
Der genutzte Bildwinkel verkleinert sich bei einem Formatfaktor > 1 und vergrößert sich bei einem Formatfaktor < 1, aber nicht linear zu diesem über verschiedene Brennweiten, sondern nach der Tangensfunktion. Je länger die Brennweite, desto geringer die Veränderung des genutzten Bildwinkels. Der maximal nutzbare Bildwinkel des Objektivs (Bildkreis) bleibt konstant.
Der Bildausschnitt verringert sich entsprechend dem genutzten Bildwinkel. 50 mm Brennweite bei einem Formatfaktor von 1,6 ergeben einen Bildausschnitt wie 80 mm bei einer Kleinbildkamera.
Durch den Beschnitt wirken sich Abbildungsfehler, die eher an den Bildrändern auftreten, zum Beispiel bei der Vignettierung, umso weniger stark aus, je größer der Formatfaktor ist.
Auflösungsvermögen
Das optische Auflösungsvermögen des Objektivs ändert sich nicht. Da jedoch ein kleinerer Bildausschnitt verwendet wird, ändert sich die effektive Auflösung in der registrierten Abbildung um den Formatfaktor. Wird zum Beispiel beim Vollformat bei einer Ortsfrequenz von 480 Linienpaaren pro Bildhöhe (also bei 40 Linienpaaren pro Millimeter) noch eine bestimmte Kontrastübertragung erreicht, wird beim kleineren Bildformat APS-C nur die um den Formatfaktor 1,5 reduzierte Ortsfrequenz von 360 Linienpaaren pro Bildhöhe (also nach wie vor bei 40 Linienpaaren pro Millimeter) erreicht.
Verwackeln, Bewegungsunschärfe
Die Faustregel für Kleinbild „1/Brennweite (Sekunde) geht noch“ muss erweitert werden zu „1/(Brennweite × Formatfaktor) geht noch“. Die Änderung der Faustregel ergibt sich durch den geänderten Bildausschnitt (siehe oben). Hierbei ist zu beachten, dass diese Faustregel für Abzüge gedacht ist, die mindestens im Abstand der Bilddiagonalen betrachtet werden. Auch eine eventuelle Bildstabilisierung wird nicht berücksichtigt.
Auch die Bewegungsunschärfe ändert sich entsprechend dem geänderten Bildausschnitt. Die Bewegungsunschärfe nimmt zu bei einem Formatfaktor größer als eins.
Schärfentiefe
- Bei gleicher Brennweite und gleicher Blendenzahl verringert sich die Schärfentiefe bei einem Formatfaktor > 1.
Der absolute Durchmesser der Zerstreuungskreise bleibt konstant, im Verhältnis zum (kleineren) Aufnahmeformat und Bildwinkel werden diese jedoch größer. Dadurch nimmt die Schärfentiefe ab. Um dennoch die gleiche Schärfentiefe zu erreichen, muss die Blendenzahl mit dem Formatfaktor multipliziert werden: Ein 50-mm-Objektiv erzeugt bei gleicher Objektweite an Kleinbild bei Blende 2 die gleiche Schärfentiefe wie mit Blende 3 bei Formatfaktor 1,5 oder Blende 3,2 bei Formatfaktor 1,6.
- Bei gleichem Bildausschnitt und gleicher Blendenzahl (also: gleiche Objektweite, gleicher Bildwinkel, kürzere Brennweite) vergrößert sich die Schärfentiefe bei einem Formatfaktor > 1.
Um den gleichen Bildausschnitt abzubilden, muss die Brennweite des Objektivs um den Formatfaktor verringert werden. Die Änderung der Brennweite wirkt sich bei gleichbleibender Blendenzahl stärker auf die Schärfentiefe aus als die Änderung des Aufnahmeformats, sodass die Schärfentiefe insgesamt zunimmt. Um neben dem Bildausschnitt die gleiche Schärfentiefe beizubehalten, muss die Blendenzahl durch den Formatfaktor geteilt werden: Ein 50-mm-Objektiv erzeugt an Kleinbild bei Blende 2 etwa die gleiche Schärfentiefe und den gleichen Bildausschnitt wie ein 35-mm-Objektiv bei Blende 1,4 bei Formatfaktor 1,5 (jeweils auf übliche Werte gerundet, Beugungseffekte vernachlässigt).
- Bei gleichem Bildausschnitt und gleicher Öffnungsweite (also: gleiche Objektweite, gleicher Bildwinkel) verändert sich die Schärfentiefe nicht, und es resultiert auf dem Bildsensor auch die gleiche Beugungsunschärfe. Die Blendenzahl verringert sich dementsprechend um den Formatfaktor.